# 電荷増幅器
電荷増幅器は、入力電流の積分値に比例した電圧出力を生成する電流積分器。これは実際には電気入力の電荷を測定することから、電荷増幅器という名前がついている。
増幅器はフィードバック基準キャパシタを用いて入力電荷をオフセットし、基準キャパシタの値に反比例するものの、指定した時間の範囲に流れる全入力電荷に比例する出力電圧を生成する。故に電荷-電圧変換器として動作するといえる。回路の利得は、フィードバックのキャパシタとフィードインの抵抗の値による。

## 設計
普通は負のフィードバックのキャパシタを持つ演算増幅器もしくは高利得半導体回路により構成される。入力電流はキャパシタに流れる負のフィードバック電流によりオフセットされる。このキャパシタは増幅器の出力電圧の増加により生じたものである。よって、出力電圧はオフセットしなくてはならない入力電流の値と、フィードバックのキャパシタの値の逆数に依存する。キャパシタの値が大きくなるほど、特定のフィードバック電流を生じさせるための出力電圧を生成させる必要がなくなる。
ミラー効果により、回路の入力インピーダンスはほぼ0である。したがって、ケーブル容量や増幅器の入力容量などの浮遊容量は実質的に全て接地されており、出力信号への影響はない。

### 理想的な回路
電荷増幅器の動作を解析する上での「理想的な回路」を以下に示す。
この回路は、検討した時間中にキャパシタ Cf を充電・放電するための電流を流すことで動作し、入力電流の影響をオフセットすることで、入力が仮想接地条件を満たし続けるように努めている。上の図を参照すると、理想的なオペアンプである場合、ノードv1 と v2 は等しくなり、よってv2 が仮想接地になる。入力電圧により、抵抗に大きさ{\displaystyle {\frac {v_{in}}{R_{1}}}} の電流が流れ、仮想接地を維持するための補償電流を直流キャパシタに流す。これにより時間の経過とともにキャパシタが充電・放電される。抵抗とキャパシタは仮想接地に接続されているため、入力電流はキャパシタの電荷によって変化せず、出力の線形積分が達成されている。
理想的なオペアンプの動作を念頭に置いて、ノード v2 にキルヒホッフの法則を適用することにより、回路を解析することができる。
{\displaystyle i_{\text{1}}=I_{\text{B}}+i_{\text{F}}}
理想的なオペアンプにおいては{\displaystyle I_{\text{B}}=0}なので
{\displaystyle i_{\text{1}}=i_{\text{F}}}
となる。さらに、キャパシタは下式に示される電圧電流関係を持っている。
{\displaystyle I_{\text{C}}=C{\frac {dV_{\text{c}}}{dt}}}
これに適切な変数を代入すると
{\displaystyle {\frac {v_{\text{in}}-v_{\text{2}}}{R_{\text{1}}}}=C_{\text{F}}{\frac {d(v_{\text{2}}-v_{\text{o}})}{dt}}}
{\displaystyle v_{2}=v_{1}=0} であるので
{\displaystyle {\frac {v_{\text{in}}}{R_{\text{1}}}}=-C_{\text{F}}{\frac {dv_{\text{o}}}{dt}}}
両辺を時間積分すると
{\displaystyle \int _{0}^{t}{\frac {v_{\text{in}}}{R_{\text{1}}}}\ dt\ =-\int _{0}^{t}C_{\text{F}}{\frac {dv_{\text{o}}}{dt}}\,dt}
vo の初期値を0 Vとすると、以下の式のDC誤差が生じる
{\displaystyle v_{\text{o}}=-{\frac {1}{R_{\text{1}}C_{\text{F}}}}\int _{0}^{t}v_{\text{in}}\,dt}
さらに、電荷と電流の関係は以下の式で表される。
{\displaystyle Q=\int _{0}^{t}i(t)dt}
よって、電荷増幅器の入出力の方程式は以下となる。
{\displaystyle v_{\text{0}}=-{\frac {1}{C_{\text{F}}}}Q}

### 現実の回路
理想的な回路は、多くの理由から実際の積分器の設計ではない。実際のオペアンプは、有限オープンループ利得、入力オフセット電圧、入力バイアス電流 ({\displaystyle I_{B}}) を持つ。このことは理想的な設計に対していくつかの問題を引き起こす可能性がある。中でも最も重大なのは、{\displaystyle v_{\text{in}}=0}のとき、出力オフセット電圧と入力バイアス電流{\displaystyle I_{B}} によりキャパシタに電流が流れ、オペアンプが飽和するまでの時間、出力電圧がドリフトする。同様に {\displaystyle v_{\text{in}}} が0Vを中心とする (つまりDC成分を含まない) 信号である場合、理想回路ではドリフトは考えられないが、実際の回路では発生する可能性がある。入力バイアス電流の影響を打ち消すためには、Ronを以下にセットする必要がある。
{\displaystyle R_{\text{on}}=R_{1}||R_{f}}.
すると、誤差電圧は以下のようになる。
{\displaystyle V_{\text{E}}=\left({\frac {R_{\text{f}}}{R_{1}}}+1\right)V_{IOS}}
したがって、入力バイアス電流は正と負の両方の端子で、同じ電圧降下を生じさせる。実際の回路は以下のようになる。
また、DC定常状態では、キャパシタは開回路として動作する。よって理想回路のDC利得は無限大（実際には理想的ではないオペアンプのオープンループ利得）である。これを対処するためには、上図に示したように、大きな抵抗 {\displaystyle R_{F}} をフィードバックのキャパシタと並列に挿入する。これにより回路のDC利得を有限の値に制限し、出力ドリフトはDC誤差がなるべく小さい有限値に変化する。上図を参照すると
{\displaystyle V_{\text{E}}=\left({\frac {R_{\text{f}}}{R_{1}}}+1\right)\left(V_{IOS}+I_{BI}\left(R_{\text{f}}\parallel R_{1}\right)\right)}
ここでは {\displaystyle V_{IOS}} は入力オフセット電圧、{\displaystyle I_{BI}} は逆相端子の入力バイアス電流を表す。{\displaystyle R_{f}\parallel R_{1}} は2つの抵抗器を並列にしたときの抵抗値を表す。
実際には、回路の利得は、1V当たりのpCなどのように、電圧出力を得るために必要な電荷の入力で表される。

## 応用
一般的な応用としては、トランスデューサからの電荷出力が電圧を変換する圧電センサとフォトダイオードの信号増幅などがある。
電荷増幅器は比例計数管やシンチレーションカウンタなどの電離放射線を測定する機器に広く使われている。これらの機器は、電離現象による放射線を検出し、その各パルスのエネルギーを測定しなければならない。検出器からの電荷パルスを積分することにより、入力パルスエネルギーをピーク電圧出力に変換し、各パルスごとに測定することが可能になる。普通、これはその後、識別回路もしくはマルチチャネル分析器に送られる。
電荷増幅器はCCD撮像素子やフラットパネル X線検出器配列の読み出し回路にも使われている。 ピクセル内のキャパシタに蓄積された非常に小さな電荷を、簡単に処理できる電圧レベルに変換することができる。
電荷増幅器の利点はいろいろとある。
- 数分間続くピエゾの定圧などの特定の状況での準静的測定を可能にする[3]
- ピエゾ素子のトランスデューサは、内部に電子機器を持つものよりもはるかに暑い環境で使用できる[3]
- 利得がフィードバックのキャパシタにのみ依存する。電圧増幅器の場合は増幅器の入力容量とケーブルの並列容量に大きく影響を受けてしまう[3][4]。

### 他の用途
- 加速度計の信号調整
- ギターのピックアップの増幅器
- 振動トランスデューサ

## 参照
- ミラー定理を適応して仮想ゼロインピーダンスを得る方法
- 電荷移動増幅器

## 引用
1. ↑  Transducers with Charge Output
2. ↑  “AN1177 Op Amp Precision Design: DC Errors” (PDF).   Microchip (2008年1月2日). 2013年1月11日時点のオリジナルよりアーカイブ。2012年12月26日閲覧。
3. 1 2 3  “Piezoelectric Measurement System Comparison: Charge Mode vs. Low Impedance Voltage Mode (LIVM)”. Dytran Instruments. 2007年12月17日時点のオリジナルよりアーカイブ。2007年10月26日閲覧。
4. ↑  “Maximum cable length for charge-mode piezoelectric accelerometers”. Endevco (Jan). 2007年12月17日時点のオリジナルよりアーカイブ。2007年10月26日閲覧。